# Kamov V-100
V-100 là một đề án máy bay trực thăng chiến đấu hai rotor của hãng Kamov. Đề án này thiết kế một loại trực thăng tấn công có thể đạt vấn tốc 400 km/h. Nó có thể mang các loại pháo như AO-9 (GSh-23) hoặc AO-10 (GSh-30-1). Ngoài ra còn có tên lửa Kh-25 và các giá treo mang tới 3000 kg vũ khí. Đề án này đã bị hủy bỏ và chỉ có 1 mô hình được chế tạo.